# Матильда Пфальцская
Матильда Пфальцская (нем. Mechthild von der Pfalz; 7 марта 1419, Гейдельберг, курфюршество Пфальц — 22 августа 1482, там же) — принцесса из дома Виттельсбахов, урождённая принцесса Пфальцская, дочь Людвиг III Бородатого, курфюрста Пфальца. В замужестве —  первым браком за графом Людвигом I графиня Вюртембергская и Вюртемберг-Урахская, вторым браком за эрцгерцегом Альбрехтом VI эрцгерцогиня Австрийская.

## Биография
Матильда родилась в Гейдельберге 7 марта 1419 года. Она была единственной дочерью Людвига III Бородатого, курфюрста Пфальца от его второй супруги Матильды Савойской, принцессы из Савойского дома. По линии отца приходилась внучкой Рупрехту, королю Германии и Елизавете Нюрнбергской, принцессе из дома Гогенцоллернов. По линии матери была внучкой принца Амадея Савойского-Ахайского, владельца Пьемонта и Екатерины Женевской, принцессы из Женевского дома. Тётей принцессы по линии матери была блаженная Маргарита Савойская, маркграфиня Монферрато.
25 ноября 1419 года в Вюртемберге Матильда была помолвлена с семилетним Людвигом IV (31.10.1412 — 23.9.1450), графом Вюртемберга. Брак был консуммирован в Штугарте 21 октября 1436 года. С 23 января 1442 года, после окончательно раздела графства Вюртемберг между братьями супруга, её муж стал графом Вюртемберг-Ураха под именем Людвига I, а вслед за ним и она приняла этот титул. В 1445 году супруги также приняли титул графа и графини Монбельяра. В семье Людвига и Матильда родились пятеро детей — три сына и две дочери:
- Матильда (после 1436 — 1495), принцесса Вюртемберг-Урахская, в 1454 году сочеталась браком с Людвигом II (7.9.1438 — 8.11.1471), ландграфом Нижнего Гессена;
- Людвиг[нем.] (3.4.1439 — 3.11.1457), граф Вюртемберг-Ураха под именем Людвига II, не оставил потомства;
- Андреас (род. и ум. 1443), принц Вюртемберг-Урахский, умер вскоре после рождения;
- Эберхард (11.12.1445 — 24.2.1496), граф Вюртемберг-Ураха под именем Эберхарда V Бородатого, с 1495 года герцог Вюртемберга под именем Эберхарда I, 12 апреля 1474 года сочетался браком с Барбарой Мантуанской (11.12.1455 — 30.5.1503), принцессой из дома Гонзага;
- Елизавета (1447 — 1505), принцесса Вюртемберг-Урахская, в 1470 году сочеталась первым браком с Иоганном III (4.4.1423 — 25.7.1472), графом Нассау-Саарбрюккена, в 1474 году сочеталась вторым браком с Генрихом Старшим (1436 — 1511), граф Штольбергом.

Овдовев, Матильда снова вышла замуж. В 1452 году она сочеталась браком с Альбрехтом VI (18.12.1418 — 2.12.1463), эрцгерцогом Австрии. В этом браке детей у супругов не было.
В 1457 году эрцгерцогиня переехала со вторым мужем во Фрайбург, где вместе они основали университет. В 1477 году, уже вместе с сыном от первого брака, Матильда основала университет в Тюбингене.
Овдовев во второй раз, она получила в удел город Роттенбург-ам-Неккар. Здесь вдовствующая эрцгерцогиня основала музей. При дворе Матильды собрались выдающиеся поэты, музыканты, учёные и художники того времени. При её активном участии был осуществлён перевод «Декамерона» Боккаччо с итальянского на немецкий язык.
Матильда умерла в родном городе Гейдельберге 22 августа 1482 года. Её похоронили в монастырской церкви святого Георгия в Тюбингене. Историки считают её одной из выдающихся личностей немецкого позднего средневековья.